# Patrice Rio
Patrice Rio (Le Petit-Quevilly, Seine-Maritime, 1948. augusztus 15. –) válogatott francia labdarúgó, hátvéd.

## Pályafutása

### Klubcsapatban
Az FC Rouen korosztályos csapatában kezdte a labdarúgást, ahol 1969-ben mutatkozott be az első csapatban, majd egy idény után az FC Nantes együtteséhez szerződött, ahol pályafutása jelentős részét töltötte. Összesen 14 idényen át volt a klub játékosa. A nantes-i csapattal négy bajnoki címet (1972–73, 1976–77, 1979–80, 1982–83) és egy francia kupa győzelmet (1979) ért el. 1984 és 1987 között a Stade Rennais játékosa volt. 1987-ben vonult vissza az aktív labdarúgástól.

### A válogatottban
1976 és 1978 között 17 alkalommal szerepelt a francia válogatottban. Részt vett az 1978-as argentínai világbajnokságon.

## Sikerei, díjai
FC Nantes
- Francia bajnokság
  - bajnok: 1972–73, 1976–77, 1979–80, 1982–83
- Francia kupa (Coupe de France)
  - győztes: 1979
- Kupagyőztesek Európa-kupája (KEK)
  - elődöntős: 1979–80